# 小行星6223
小行星6223（英語：6223 Dahl）是一颗围绕太阳公转的小行星。1980年9月3日，安東寧·姆爾科斯在克列特发现了此天体。
这颗小行星的绝对星等为77.08970等。